# Consacá
Consacá es un municipio colombiano ubicado en el departamento de Nariño. Se sitúa a cincuenta kilómetros de San Juan de Pasto, la capital del departamento.

## Historia
Consacá fue fundada el 17 de diciembre de 1861 por Jaime Churupamba. En un comienzo el municipio se adscribía a la gobernación de Popayán, incluyendo a la hacienda de San Antonio de Bomboná. 
Esta hacienda se caracteriza por su considerable extensión, abarcando tierras que iban desde el cañón del río Guáitara hasta la cima del volcán Galeras y desde el cañón del río Azufral, hasta el histórico cañón del río Cariaco, lugar que sirvió de escenario a la batalla de Bomboná, el 7 de abril de 1822, entre los ejércitos realistas comandados por el general Basilio Modesto García y el ejército independentista al mando de Simón Bolívar.
La histórica Batalla de Bomboná.
El 7 de abril de 1822 tuvo lugar en los campos de Bomboná una batalla de importancia histórica para Colombia, conocida como la Batalla de Bomboná donde se enfrentaron los ejércitos libertadores de Simón Bolívar contra los españoles comandados por Basilio García, en un encuentro inesperado, cuando el libertador se dirigía hacia Quito, por el camino de El Tambo, Sandoná y Consacá. Y en la cual quedó herido de muerte el célebre general Pedro León Torres, quien murió días después en Yacuanquer.
En este escenario, se puede apreciar en esta época, como evidencia una gran casa colonial de dos pisos, construida en paredes de tapia, pilares, puertas y ventanas en madera, techo en teja, la cual, según afirman, fue el cuartel general del ejército libertador.
También, encontramos la piedra de Bomboná la cual nos ofrece una majestuosa panorámica de una meseta y de los cañones del río Cariaco y Guáitara. Desde esta piedra se dice que Bolívar, afligido por la pérdida de sus tropas, se sentó a llorar largamente.

## Geografía
La población de Consacá, está situada a 50 Kilómetros de la capital del departamento (Pasto).
Su altitud varía entre 1.200 metros sobre el nivel del mar (río Guáitara) y 4.260 metros sobre el nivel del mar (volcán Galeras). La temperatura promedio es de 20 °C.

## División Político-Administrativa
Además de su Cabecera municipal. Consacá tiene bajo su jurisdicción los siguientes Centros poblados:
- Bomboná
- El Hatillo
- Rumipamba

### Veredas
Además, el municipio está compuesto con las siguientes veredas:
San Rafael, Churupamba, Hatillo Bajo, Santa Inés, Caracol, Hatillo Alto, Cariaco Alto, Campamento, Villa Inéz, Jossepe, El Juncal, Villa Rosa, San Miguel de Cariaco, La Aguada, San José del Salado, Alto Bomboná, Tinajillas, El Guabo, Ciudadela Bomboná, Veracruz, Brisas del Guáitara, San Antonio, La Loma, El Edén, Cajabamba, Paltapamba, El Tejar y El Cucho.

## Economía
Entre los productos agrícolas que ofrece este municipio están:
El café, la caña de azúcar, la panela y las hortalizas como el tomate de mesa, la habichuela, el pimentón.
Entre los productos pecuarios tenemos el ganado bovino, cerdos, pollos de engorde.
También hace parte de la economía la fabricación de ladrillo y teja de barro quemado. 
Vías.
Gracias a la pavimentación de la mayor parte de la vía nacional "Circunvalar al Volcán Galeras", está tomando relevancia el turismo a través de esta importante comarca.

### Artesanías
En el municipio de Consaca las artesanías son importantes fuentes de ingresos y atractivo turístico, especialmente las elaboradas con fique, con apoyo de la Gobernación de Nariño, y particularmente mediante el impulso de la microempresa Arte y más Arte, del municipio de Consacá, creada en el mes de enero del 2000 como un taller artesanal para resaltar la cultura étnica y social del Municipio.
Sus gestores el maestro de Artes Plásticas, Carlos López, Patricia Jácome y Amanda Rosero han logrado participar en muchas ferias reconocidas a nivel regional y nacional.
Se destacan las muestra de bolsos, cinturones, monederos, aretes y otros, procesados y tinturados en novedosos diseños y colores, elaborados en fique, hilos extraídos de la planta Agavacea, fibra natural, biodegradable que hace que los productos no afecten el medio ambiente.
Para las artesanías en madera existe el "Taller Arte y Artesanías Benalcázar" del municipio de Consacá, su gestor el escultor y artesano Rodrigo Belalcázar, el cual a través de su trabajo ha logrado participar en varias ferias artesanales regionales con el apoyo de su familia, elaborando piezas artesanales talladas en madera, esculturas cristos, rostros, jarrones, pesebres indígenas, elefantes, caballos, gatos, águilas, entre otros.

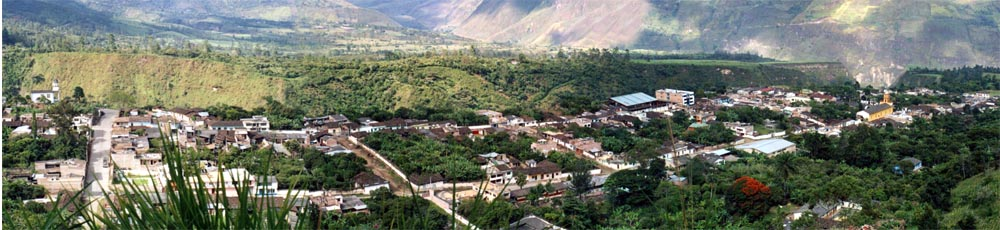
Panorámica de Consacá.

## Turismo

### Ecoturismo
Laguna Verde:
Lugar de belleza natural rodeado de flora y fauna exótica, está localizado a dos horas de camino a pie de Consacá, por un camino carreteable en buen estado que desde este lugar conduce a la vereda de Churupamba.
Se accede después de dos horas y media de ascenso a esta hermosa laguna. Su extensión aproximada es de 1800 metros cuadrados y está rodeada por una exótica flora y fauna, únicas en este sector; pero más atractiva es la laguna en sí pues su hermosura es incomparable, el color verde de sus aguas lo produce el azufre medicinal que estas contienen.

### Turismo histórico
Piedra de Bolívar:
Monumento localizado para conmemorar la Batalla de Bomboná; este monumento se encuentra a 6 km del casco urbano de Consacá y a 3 de la carretera que seguimos por la vía circunvalar.
Una de las pérdidas más sensibles en las filas patriotas fue la muerte del valeroso y gallardo general Pedro León Torres, cuya estatua donada por el gobierno venezolano se conserva en la plaza de Yacuanquer.

### Principales festividades
Entre las principales festividades se pueden destacar:
- Feria Campesina y Cultural 20 al 23 de julio.
- Fiesta de Nuestra Señora la Virgen del Tránsito. Festividades 12 al 15 de agosto.
- Carnaval de Negros y Blancos: 4, 5 y 6 de enero

### Personas destacadas
Maestro Rubio Hoyos